# Too Bad You're Beautiful
Too Bad You're Beautiful è il primo studio-album della emo band di Long Island From Autumn to Ashes. Questo album è considerato uno dei capisaldi dello screamo e del post-hardcore del nuovo millennio, e si caratterizza per il particolare duo di voci di Benjamin Perri e di Francis Mark: Perri presenta uno stile fortemente hardcore mentre Mark provvede a creare delle dolci linee melodiche e, occasionalmente, rafforza il tappeto vocale con degli screaming in background. Proprio per questa scelta sonora i FATA hanno guadagnato un notevole rispetto in tutto il mondo rock e metal e hanno vista riconosciuta la loro originalità.
Questo album venne ripubblicato nel 2005, con l'aggiunta del demo Sin, Sorrow and Sadness come bonus track.

## Tracce
1. The Royal Crown Vs. Blue Duchess – 3:58
2. Cherry Kiss – 3:42
3. Chloroform Perfume – 4:29
4. Mercury Rising – 0:49
5. Capeside Rock – 4:04
6. Take Her To The Music Store – 5:18
7. The Switch – 4:16
8. Reflections – 7:30
9. Eulogy For An Angel – 4:18
10. Short Stories With Tragic Endings – 9:24

## Formazione
- Benjamin Perri - voce
- Francis Mark - batteria, voce
- Scott Gross - chitarra
- Brian Deneeve - chitarra
- Mike Pilato - basso

## Curiosità
- Adam Dutkiewicz, chitarrista della metalcore band Killswitch Engage, ha prodotto l'album
- Melanie Willis, cantante della band newyorkese One True Thing, appare come ospite nella traccia Short Stories With Tragic Endings
- Il dialogo all'inizio di Take Her To The Music Store è tratto da un episodio della serie TV Dawson's Creek